# Артана (Грузия)
Артана (груз. ართანა) — деревня в Телавском муниципалитете Грузии, располагается в Алазанской долине. Расположена на правом берегу ручья Дид-Хеви, притока Лопоты в 21 км от Телави. Высота над уровнем моря — 460 м.
Населенный пункт упоминался в исторических источниках в качестве одного из месторождений меди и пирита. На его территории  — 24 исторических памятника, часть из которых разрушены. Согласно переписи 2002 года в населенном пункте проживало 1201 человек. По данным переписи населения 2014 года —  819 человек. В Артане проживают  преимущественно грузины (пшавы) — 815 человек. Местное население в основном занимается виноделием и различными ремеслами. 30 гектаров земли в Артане обрабатывалось без использования агрохимикатов.   
В 2017 году было объявлено о планируемой реализации проекта по строительству в Артане ГЭС, что вызвало протесты со стороны местного населения.  